# محمد الفريخة

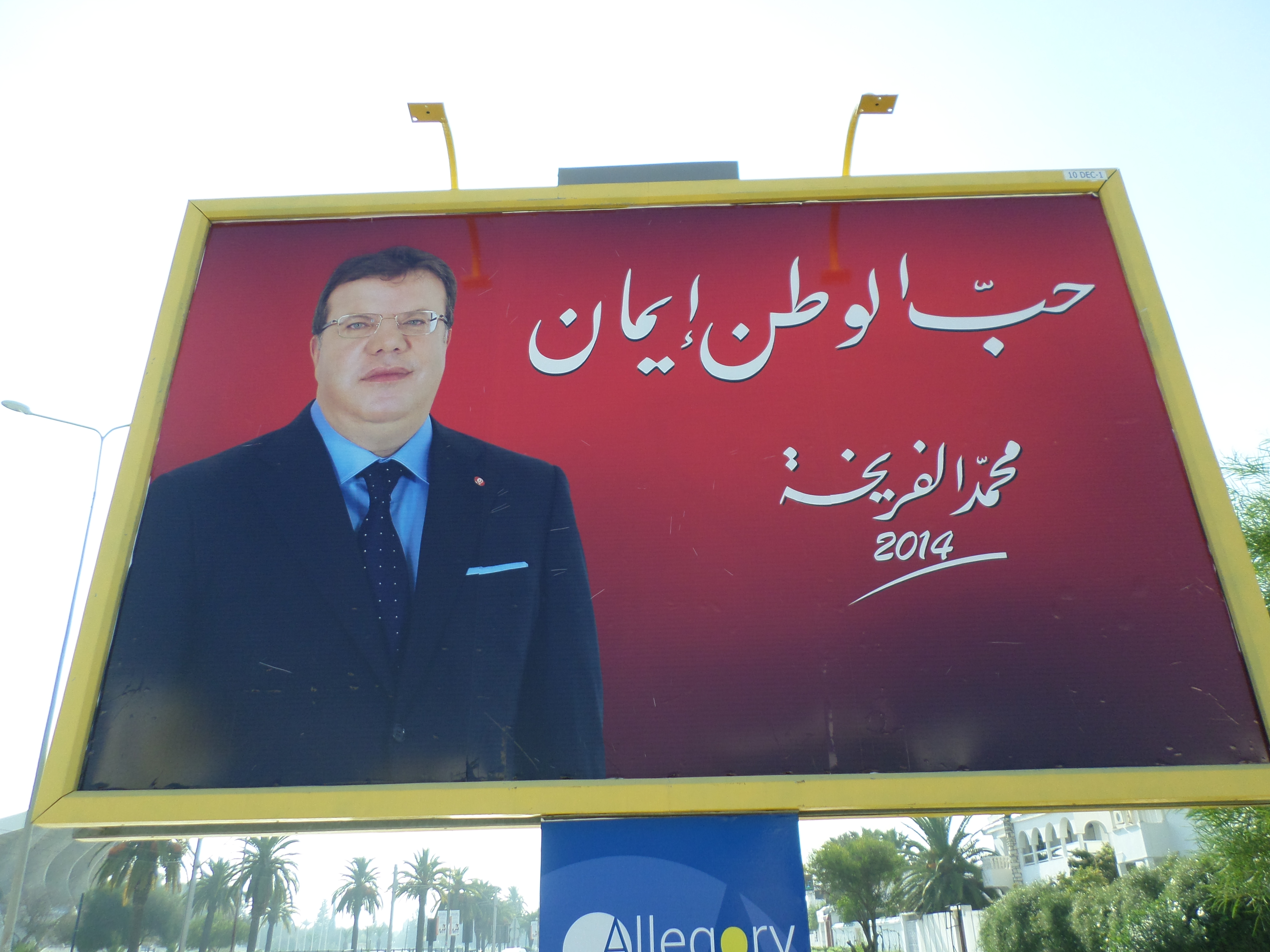
حملة الانتخابات الرئاسية التونسية 2014.

محمد الفريخة (1963 -) هو رجل أعمال وسياسي تونسي ومدير عام شركة تلنات والرئيس المدير العام لشركة سيفاكس أيرلاينز للنقل الجوي.

## النشأة والمسيرة
أحد كبار رجال الأعمال في تونس، ولد في صفاقس سنة 1963.

زاول تعليمه في فرنسا في المدرسة التحضيرية للمهندسين لويس لوقران, ثم مدرسة المهندسين سنة 1984, ثم المدرسة الوطنية العليا للاتصالات في باريس بين 1986 و 1988, ثم أسس مجمع تلنات سنة 1994, وفي سنة 2011 أعلن عن تأسيس شركة الطيران سيفاكس أيرلاينز.
ترشح للانتخابات الرئاسية عام 2014 بصفته مستقل. كما شغل عضوية مجلس نواب الشعب في دورته النيابية الأولى بين عامي 2014 و2019 صلب كتلة حركة النهضة.

### قضية «تسفير التونسيين إلى بؤر التوتر»
في 12 سبتمبر 2022، قررت النيابة العمومية في القطب القضائي لمكافحة الإرهاب إيقاف رجل الأعمال محمد فريخة والاحتفاظ به على ذمة التحقيق في القضية المعروفة إعلاميا بقضية «التسفير إلى بؤر التوتر». وذلك بعد إتهام شركته سيفاكس أيرلاينز للطيران في شبهات تسفير جهاديين إلى سوريا وليبيا.
أصدر قاضي التحقيق، الخميس 22 سبتمبر 2022، قرارا يقضي بالإفراج عن محمد فريخة مع تأجيل سماعه إلى موعد لاحق وذلك بعد أزمة صحية ألمت به جرى نقله إلى المستشفى على إثرها.
وكان في عام 2017 قد صرح فريخة بأن شركته قد أقلّت 10409 مسافر نحو تركيا بين عامي 2012 و2014، بمعدل رحلتين أسبوعيا في الصيف ورحلة واحدة في فصل الشتاء. مؤكدا على أن %99 منهم قد عادوا إلى تونس كما نفى صلة شركته بشبكات تسفير «الإرهابيين» إلى تركيا.